# Dumbrăvioara
Dumbrăvioara (węg. Sáromberke) – wieś w Rumunii, w okręgu Marusza, w gminie Ernei. W 2011 roku liczyła 1757 mieszkańców.